# Mallam Aminu Kano nemzetközi repülőtér
A Mallam Aminu Kano nemzetközi repülőtér (IATA: KAN, ICAO: DNKN) Nigéria egyik nemzetközi repülőtere, amely Kano közelében található. Éves utasforgalma 440 373 fő (2017).

## Futópályák
A repülőtér futópályái:
- 06/24 (aszfalt)
- 05/23 (aszfalt)

## Forgalom
Az utasforgalom az elmúlt években az alábbi módon változott:
| Utasok száma | 302 017 | 381 862 | 363 290 | 381 841 | 369 132 | 327 267 | 389 530 | 440 373 | 582 444 | 606 221 |
|              | 2005    | 2007    | 2008    | 2010    | 2012    | 2013    | 2015    | 2017    | 2018    | 2021    |